# Eduardo Rergis Borja
Eduardo Rergis Borja (nació el 31 de diciembre de 1980 en la Ciudad de México), es un exfutbolista mexicano que se desempeñaba como defensa central o pivote; se retiró en el 2010.
Su padre es el exfutbolista y entrenador mexicano Eduardo Rergis.

## Trayectoria
Debutó en la Primera División de México a los 16 años y 5 meses con los Tiburones Rojos.

### Clubes
| Club                       | País      | Año         |
| -------------------------- | --------- | ----------- |
| Veracruz                   | México    | Verano 1997 |
| Club América               | México    | 1997-2000   |
| Club León                  | México    | 2000-2001   |
| Atlante                    | México    | 2002-2003   |
| Tigres de la UANL          | México    | 2003-2005   |
| Pachuca                    | México    | 2005-2006   |
| Atlante                    | México    | 2006-2007   |
| Atlas                      | México    | 2007-2010   |
| Coyotes de Sonora (Cárnet) | México    | 2007-2009   |
| Instituto de Córdoba       | Argentina | 2010        |

#### Partidos y goles
| Competencia                | Partidos | Goles |
| -------------------------- | -------- | ----- |
| Primera División de México | 215      | 15    |
| Copa Libertadores          | 17       | 1     |
| InterLiga                  | 7        | 0     |
| Primera B Nacional (ARG)   | 3        | 0     |
| Primera División 'A'       | 2        | 0     |
| Total                      | 244      | 16    |

## Selección nacional de México

### Sub-17
Rergis formó parte de la Selección Sub-17 que acudió a la Copa Mundial de Fútbol Sub-17 de 1997 celebrada en Egipto. 
México se enfrentó en Fase de grupos a España, Malí y Nueva Zelanda.
| Mundial | Sede   | Resultado      | Partidos | Goles |
| ------- | ------ | -------------- | -------- | ----- |
| Sub-17  | Egipto | Fase de grupos | 1        | 0     |

### Absoluta
Fue convocado a la Selección Mexicana, por el entrenador Ricardo La Volpe en 6 ocasiones, aunque solo jugó en tres oportunidades. Debutó el 12 de febrero de 2003, enfrentando a Colombia en un partido amistoso celebrado en Bank One Ballpark, en la ciudad de Phoenix. Ingresó al minuto 71 de tiempo corrido por Cuauhtémoc Blanco; el encuentro finalizó 0-0.
|                    | PJ | Minutos | Gol | Asistencia | Periodo |
| ------------------ | -- | ------- | --- | ---------- | ------- |
| Selección mexicana | 3  | 62      | 0   | 0          | 2003    |

| Fecha                 | Rival       | Estadio                       | Resultado | Competencia |
| --------------------- | ----------- | ----------------------------- | --------- | ----------- |
| 12 de febrero de 2003 | Colombia    | Bank One Ballpark, Phoenix    | 0-0       | Amistoso    |
| 30 de abril de 2003   | Brasil      | Estadio Jalisco, Guadalajara  | 0-0       | Amistoso    |
| 6 de julio de 2003    | El Salvador | The Home Depot Center, Carson | 2-1       | Amistoso    |

## Palmarés

### Campeonato nacional
| Categoría                  | Título        | Club    | País   |
| -------------------------- | ------------- | ------- | ------ |
| Primera División de México | Clausura 2006 | Pachuca | México |